# Hranice zlomu
Hranice zlomu (v anglickém originále Beyond Borders) je americký válečný film z roku 2003. Režisérem filmu je Martin Campbell. Hlavní role ve filmu ztvárnili Angelina Jolie, Clive Owen, Teri Polo, Linus Roache a Noah Emmerich.

## Obsazení
| Angelina Jolie        | Sarah Jordan Beauford |
| Clive Owen            | Nick Callahan         |
| Teri Polo             | Charlotte Jordan      |
| Linus Roache          | Henry Beauford        |
| Noah Emmerich         | Elliott Hauser        |
| Yorick van Wageningen | Jan Steiger           |
| Timothy West          | Lawrence Bauford      |
| Kate Trotter          | paní Bauford          |